# Racchabanda

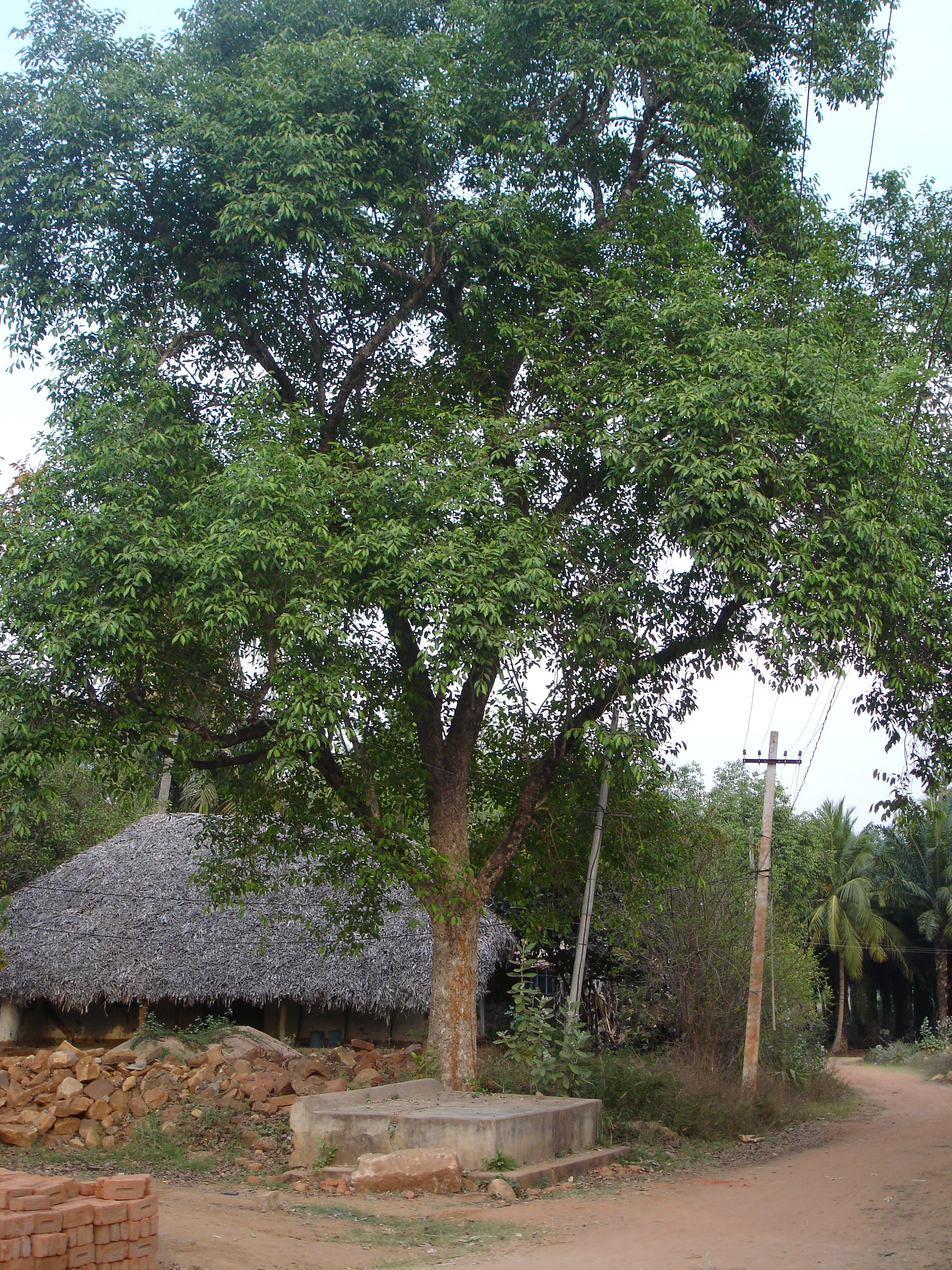
Una racchabanda típica bajo un árbol en la aldea de Rangapuram Khandrika distrito de West Godavari

Una racchabanda es una plataforma elevada construida a la sombra de un gran árbol, común en Andhra Pradesh. El árbol puede ser Ficus benghalensis o Higo sagrado o Jambul o Tamarindo. Las plataformas pueden construirse con rocas, ladrillos o cemento. Históricamente, las racchabandas surgieron en la India antes de la Época medieval. También hay rachabandas en varias aldeas rurales de la India.

## Importancia
La racchabanda es un lugar de reunión tradicional para que los aldeanos discutan sus problemas sociales, cuestiones económicas y otras disputas.  El jefe de una aldea se sienta en la racchabanda para dar solución a diversos problemas y resolver diversas disputas entre los aldeanos. Las racchabandas actúan como tribunales locales que siempre se circunscriben a los límites de sus respectivas aldeas. 

## Estado moderno
En los tiempos modernos, las racchabandas son cada vez más raras debido a la urbanización.